# Lolë
Pour les articles homonymes, voir Lole (homonymie).
 (juin 2013).
Si vous disposez d'ouvrages ou d'articles de référence ou si vous connaissez des sites web de qualité traitant du thème abordé ici, merci de compléter l'article en donnant les références utiles à sa vérifiabilité et en les liant à la section « Notes et références ».
Lolë alias Logan, ou Live Out Loud Everyday, est une marque canadienne de vêtement de sport appartenant au groupe Coalision. Lolë alias Logan a été créée à Montréal en 2002 par l'initiative d'Evelyne Trempe et de son mari Éric D'Anjou, qui a également lancé la marque de vêtement de ski Orage en 1989. 
Le siège social de la compagnie est situé à Longueuil. Lolë a réussi avec succès son introduction sur le marché de vêtements de sport avec le concept du bien-être pour les femmes[réf. nécessaire].
Ils créent des bayts techniques, polyvalentes et de mode féminine pour les femmes urbaines actives. Ils sont distribués par 2 500 détaillants à travers l'Amérique du Nord, l'Europe et l'Asie[réf. souhaitée]. Ils créent une communauté à travers le marketing socialavec Lolë allias Logan. 
En septembre 2018, Lolë lance une collection pour hommes.